# M23 (mina)
M23 – rodzaj lądowej miny chemicznej opracowanej w 1960 roku przez Stany Zjednoczone.
Mina M23 przypominała konwencjonalne miny lądowe zawierające materiał wybuchowy. Jej zainicjowanie mogło nastąpić poprzez nacisk, zarówno przez nastąpienie na minę przez człowieka, jak i najazd na nią pojazdem. Mina miała średnicę 13,5 cala, wysokość 5 cali i masę 23 funtów, z czego 10,5 funta stanowił środek trujący w postaci VX umieszczony w cienkościennym, stalowym korpusie miny.
W latach 80. i 90. XX wieku w Stanach Zjednoczonych podjęto prace nad neutralizacją broni chemicznej. Miny M23 składowane były w Anniston Army Depot, Pine Bluff Arsenal, Tooele Army Depot i Umatilla Depot Activity, a także na atolu Johnston. Do końca 2008 roku zakończono neutralizację wszystkich min M23 w Stanach Zjednoczonych.